# Бејвју-Маунталвин (Калифорнија)
Бејвју-Маунталвин (енгл. Bayview-Montalvin) град је у америчкој савезној држави Калифорнија.

## Демографија
По попису из 2000. године број становника је 5.004.
| Група             | 2000.         | 2010.    |
| Белци             | 1.733 (34,6%) | 0 (0,0%) |
| Афроамериканци    | 599 (12,0%)   | 0 (0,0%) |
| Азијати           | 695 (13,9%)   | 0 (0,0%) |
| Хиспаноамериканци | 1.761 (35,2%) | 0 (0,0%) |
| Укупно            | 5.004         | 0        |